# 2460 Мітлінкольн
2460 Мітлінкольн (2460 Mitlincoln) — астероїд головного поясу, відкритий 1 жовтня 1980 року.
Тіссеранів параметр щодо Юпітера — 3,611.